# Alfie Boe
Alexander Alfred Giovanni Roncalli Boe, detto Alfie (Blackpool, 29 settembre 1973), è un tenore e attore teatrale britannico, noto soprattutto come interprete di opere liriche e musical.

## Biografia
Ultimo di nove figli, ha studiato canto alla Royal College of Music.
Nel 1999 è Ernesto in Don Pasquale ad Edimburgo. Per il Glyndebourne Festival Opera nel 2000 è Rodolfo ne La bohème ed in trasferta a Woking, Norwich, Milton Keynes, Plymouth, Oxford e Stoke-on-Trent. Nel 2001 esordisce a Broadway come Rodolfo ne La bohème diretta da Baz Luhrmann e vince uno speciale Tony Award. 
Alla Royal Opera House di Londra nel 2008 interpreta un giovane servo in Elettra e canta con l'English National Opera (ENO) in Kismet con Michael Ball. Nel 2010 è Tybalt in Romeo e Giulietta diretto da Daniel Oren al Convent Garden. Nel 2011 ha collaborato ancora con l'ENO, cantando nuovamente come Rodolfo e come Nanki-Poo ne Il Mikado.
Nel 2010 canta per la prima volta nel ruolo di Jean Valjean in occasione del concerto per il venticinquesimo anniversario di Les Misérables all'O2 Arena; successivamente avrebbe interpretato la parte anche a Broadway (2015), nel West End londinese (2011 e 2019) e in una tournée britannica nel 2024. Il ruolo ha lanciato la sua carriera come cantante di musical: nel 2016 ha interpretato J. M. Barrie in Finding Neverland a Broadway, 2017 è stato il protagonista Billy in Carousel al London Coliseum

## Discografia
- You'll Never Walk Alone - The Collection (EMI Classics, 21 marzo, 2011) (terza posizione nella classifica Classical Albums)
- Storyteller, Alfie Boe - 2012 Decca (sesta posizione nel Regno Unito e decima nella Classical Albums statunitense)
- Trust - Alfie Boe, 2013 Decca (ottava posizione nel Regno Unito)

| Titolo         | Dettagli                                                                                            | Posizione in classifica |
| Titolo         | Dettagli                                                                                            | UK                      |
| -------------- | --------------------------------------------------------------------------------------------------- | ----------------------- |
| Onward         | - Pubblicato il 12 marzo 2007 - Casa discografica: EMI Records - Formato: CD                        | 72                      |
| La Passione    | - Pubblicato il 12 novembre 2007 - Casa discografica: EMI Records - Formato: CD                     | 83                      |
| Bring Him Home | - Pubblicato il 27 dicembre 2010 - Casa discografica: Decca Records - Formato: CD, digital download | 9                       |
| La Passione    | | 122                     |
| Alfie          | - Pubblicato il 31 ottobre 2011 - Casa discografica: Decca Records - Formato: CD, digital download  | 6                       |